# Besednické vltavíny
Besednické vltavíny jsou přírodní památka v okrese Český Krumlov v Jihočeském kraji. Nachází se na severozápadním svahu Velkého kamene, na východním okraji obce Besednice. Je součástí Přírodního parku Soběnovská vrchovina.

## Předmět ochrany
Důvodem ochrany jsou zemědělské a lesní kultury na vltavínonosných štěrcích, bohaté naleziště vltavínů, které jsou součástí tradičně využívané krajiny. Ta to tvořena mozaikou lesa, luk, pastvin a drobných hospodářských stavení. Předpokládá se, že tato oblast představuje původní dopadovou zónu vltavínu a že na lokalitě došlo jen k jejich minimálnímu transportu po dopadu a uložení.
Oblast přírodní památky je volně přístupná veřejnosti a snadno dostupná automobilem.

## Lokalita
Přírodní památka Besednické vltavníny se nachází v horní části stejnojmenného údolí, kterým protéká Besednický potok. Konkrétně na severozápadním svahu 753 metrů vysokém kopci Velký kámen. Potok protéká na východním okraji obce Besednice, kousek od silnice Besednice-Trhové Sviny tvořící západní hranici chráněného území. Skrze území vede vedlejší silnice do Dobrkovské Lhotky.
Jako pozůstatek dřívější těžby se zde nachází dvě opuštěné pískovny, které jsou oploceny. Hojné jsou taktéž jámy po nelegální těžbě na lokalitě.

## Historie
Na okraji plochy chráněného území se dříve nacházela malá cihelna, která pro svou produkci využívala místní cihlářské hlíny. Během získávání hlíny bylo ale objeveno bohaté ložisko vltavínů.

## Přírodní poměry

### Geologie
Na lokalitě se Vltavíny nachází v oblasti nivy a na svazích údolí Besednického potoka, konkrétně v miocenních vrstvách šedozeleného až modravého jílu (jiný zdroj charakterizuje mateční horninu jako jílovité štěrkopísky). Ten dosahuje mocnosti až 4 metrů a je tvořen jemnozrnnou složkou (kaolinit, montmorillonit) a ostrohrannými úlomky (křemen, muskovit, živec). Lokalita spadá do geomorfologického celku Novohradské podhůří.

### Flora
Plochu přibližně jedné třetiny chráněného území pokrývá kulturní lesní porost s převahou smrku (Picea) a borovice (Pinus).